# Automeris jucundoides
Automeris jucundoides är en fjärilsart som beskrevs av William Schaus 1906. Automeris jucundoides ingår i släktet Automeris och familjen påfågelsspinnare. Inga underarter finns listade i Catalogue of Life.